# 梁自坚
梁自坚（1957年1月27日—），马来西亚政治人物，为人民公正党党员，曾任该党总财政。他也是现任雪兰莪州士拉央国会议员，从政前是一名律师，如今已婚及拥有三名儿子。

## 个人背景
梁自坚于1957年在霹雳州怡保出世，后搬家至巴生谷一带居住，来自运动世家，父亲是一名运动员，而母亲则负责经营运动品商店，也是一名基督徒。他从12岁起就喜爱田径、足球、篮球、跆拳道等运动，并代表学校或雪兰莪州参加各项田径比赛，战绩累累，并希望能参加奥运，曾经在14岁时在州内比赛获得最佳运动员奖项，并有幸接受国家队的训练。他也曾在喇沙會创办的巴生喇沙国中和吉隆坡圣约翰国中大学先修班（中六）完成中学教育。大学时期在新加坡国立大学就读成为法学士。
在未从政之前，他在1982年1月11日加入马来西亚律师公会，并在1982至1985年期间在一间律师楼就职法律助理，随后就被委任为初级伙伴。1985年，梁自坚和另外四位律师接过该间律师楼的管理层，并在之后设立一间新的法律公司。该间律师楼声誉清，在商业、诉讼和企业事件中代表本地和国际在马来西亚证券交易所上市的公司，其中大部份是被列入《财富》（Fortune）世界首五百强的企业公司。
在1980年代，梁自坚在形形色色的公司重组业务中扮演重要角色，而大部份的公司最后都得以发展而成为马来西亚大型的企业公司。他在1994年进入企业界，并受委为数间证券交易公司的高级执行人员，其中包括一间本地公司的副管理总监，及一间名列东南亚20间最大公司的首席执行员和署理执行主席。他在1998年回到法律界，并以自己的名字成立自己的公司。

## 政治生涯
他在安华的鼓励下参政并加入公正党，在此之前毫无政治背景。2007年他受委为公正党全国总财政。
在当选为国会议员前，公正党领袖安华曾献议梁自坚在2008年第十二届大选时到八打灵再也南区竞选，因为他作为一名律师及专业人士，又精通英语，比较有胜算。但他婉拒这项献议，因为该区原任议员是林祥才，也是他的好友，不想影响两人之间的友情，最终到当时为雪兰莪马华公会的堡垒区士拉央上阵，并成功以3千567张多数票击败来自马华公会候选人李丽友，中选为该区国会议员。
2013年大选，林祥才转换到士拉央上阵，梁自坚因为要在原区守土，而无可避免地和他对决，成功以17,846张多数票蝉联国会议员。虽然两人曾两度在大选中对垒，但梁自坚表示两人友谊并不受此影响。梁自坚和万挠州议员颜贝倪也在任内将原本计划经过万挠新村的高压电缆绕道至其他地方。
2017年8月，梁自坚以不满公正党在民联决裂后仍与马来西亚伊斯兰党合作，向公正党辞去政治局成员一职，同时声明将不会在来届大选中上阵，惟保留其党员身分和最高理事的职位。然而在选民们的要求下，他改变主意，三度竞选士拉央国会议席，并在2018年大选中遇上前交通部长廖中莱的政治秘书简民发，以40,657张多数票连任。

## 选举成绩
| 年份 | 选区               | 候选人 | 候选人               | 得票数 | 得票率 | 竞选对手                           | 竞选对手                     | 得票数 | 得票率 | 总票数  | 多数票 | 投票率 |
| ---- | ------------------ | ------ | -------------------- | ------ | ------ | ---------------------------------- | ---------------------------- | ------ | ------ | ------- | ------ | ------ |
| 2008 | 雪蘭莪 P097 士拉央 |        | 梁自坚（人民公正党） | 30,701 | 51.67% |                                    | 李丽友（马华公会）           | 27,134 | 45.67% | 60,920  | 3,567  | 76.57% |
| 2008 | 雪蘭莪 P097 士拉央 |        | 梁自坚（人民公正党） | 30,701 | 51.67% | 辜瑞荣（人民党）                   | 1,332                        | 2.24%  |        | 60,920  | 3,567  | 76.57% |
| 2013 | 雪蘭莪 P097 士拉央 |        | 梁自坚（人民公正党） | 52,287 | 57.40% |                                    | 林祥才（马华公会）           | 34,441 | 37.81% | 92,528  | 17,846 | 87.38% |
| 2013 | 雪蘭莪 P097 士拉央 |        | 梁自坚（人民公正党） | 52,287 | 57.40% | 莫哈末哈兹兹阿都拉曼（伊斯兰阵线） | 4,152                        | 4.56%  |        | 92,528  | 17,846 | 87.38% |
| 2018 | 雪蘭莪 P097 士拉央 |        | 梁自坚（人民公正党） | 60,158 | 61.38% |                                    | 简民发（马华公会）           | 19,501 | 19.90% | 99,450  | 40,657 | 85.60% |
| 2018 | 雪蘭莪 P097 士拉央 |        | 梁自坚（人民公正党） | 60,158 | 61.38% | 哈欣阿都卡林（伊斯兰党）           | 18,343                       | 18.72% |        | 99,450  | 40,657 | 85.60% |
| 2022 | 雪蘭莪 P097 士拉央 |        | 梁自坚（人民公正党） | 72,773 | 50.23% |                                    | 阿都拉昔阿沙里（土著团结党） | 49,154 | 33.93% | 144,841 | 23,619 | 79.81% |
| 2022 | 雪蘭莪 P097 士拉央 |        | 梁自坚（人民公正党） | 72,773 | 50.23% | 陈运鸿（马华公会）                 | 19,425                       | 13.41% |        | 144,841 | 23,619 | 79.81% |
| 2022 | 雪蘭莪 P097 士拉央 |        | 梁自坚（人民公正党） | 72,773 | 50.23% | 沙列阿米鲁丁（祖国斗士党）         | 2,584                        | 1.78%  |        | 144,841 | 23,619 | 79.81% |
| 2022 | 雪蘭莪 P097 士拉央 |        | 梁自坚（人民公正党） | 72,773 | 50.23% | 扎基奥玛（独立人士）               | 945                          | 0.65%  |        | 144,841 | 23,619 | 79.81% |